# Louis Lochet
Pour les articles homonymes, voir Lochet.
Œuvres principales
- Fils de l'Église (1951)
- Fils de Dieu (1963)
- L'Évangile de la liberté (1968)

Louis Lochet (1914-2002) est un prêtre catholique français, auteur de nombreux livres et articles de spiritualité chrétienne.

## Biographie
Né le 16 juillet 1914 à Reims, Louis Lochet est ordonné prêtre le 20 février 1938.
Il est professeur au grand séminaire de Reims de 1940 à 1950. Ensuite, de 1950 à 1960, il est curé de la paroisse Saint-Louis de Reims, située dans le quartier Maison-Blanche, un quartier très populaire. Puis il devient responsable à la formation des prêtres jusqu'en 1974.
Les livres qu'il a écrits préparent et accompagnent le renouveau occasionné par le concile Vatican II, notamment ses ouvrages Fils de Dieu, Fils de l'Église, L'Évangile de la liberté. 
Il part en 1974 au Burundi où il est appelé par l’Église locale. Il fonde un Foyer de charité dans ce pays déjà divisé, pour en faire un lieu de paix, propice aux rencontres. De 1985 à 1993, il exerce des responsabilités dans le cadre de l'Œuvre des Foyers de charité.
Il meurt en 2002 au foyer de Charité de Roquefort-les-Pins dans les Alpes-Maritimes.

## Publications
- L'Union à Dieu : âme de tout apostolat, Fides, 1950.
- L'Apôtre dans le mystère de l'Église, Fides, 1951.
- Fils de l'Église, Cerf, 1951.
- Apparitions : présence de Marie dans la vie de l'Église et dans la nôtre, ACCGH, 1961.
- Fils de Dieu, Cerf, 1963.
- Prêtres du cœur de Dieu, Durassié, 1963.
- Sens de la vieillesse, Vie montante, 1963.
- Pédagogie de la paix, Éditions ouvrières, 1964.
- L'Évangile de la liberté, Cerf, 1968.
- Prêtres mariés, nos frères, Cerf, 1974.
- Espérance de vie, Éditions ouvrières, 1977.
- Jésus descendu aux enfers, Cerf, 1979.
- Dieu m'aime comme ça, Éditions Ouvrières, 1980.
- Vers une Église différente : Jésus vivant dans son Église, DDB, 1989.

## Citations
- « Une terre sans Dieu devient une terre inhumaine. »[2]

- « Quand l'homme s'abaisse, c'est Dieu qui le relève. »[3]

- « Dieu ne brusque pas les esprits, mais il les conduit doucement de l'ancien au nouveau. »[4]

- « Le seul langage que les hommes de ce monde puissent comprendre pour leur parler de Dieu, c'est celui de la fraternité. »[5]

## Sources
- Monique Mazzoléni, Louis Lochet : prêtre et prophète de Reims aux Foyers de Charité, Paris, Salvator, 2015, 224 p.  (ISBN 978-2-7067-1320-0).
- « Louis Lochet, prophète et ami de Marthe Robin », sur catholique-reims.cef.fr, diocèse de Reims (consulté le 3 décembre 2015).
- Notices d'autorité :   - VIAF
  - ISNI
  - BnF (données)
  - IdRef
  - LCCN
  - GND
  - Espagne
  - Pays-Bas
  - Pologne
  - NUKAT
  - Tchéquie
  - Portugal
  - WorldCat